# سیارک ۹۲۶۷
سیارک ۹۲۶۷ (به انگلیسی: 9267 Lokrume، نامگذاری:1978RL10) نه هزار و دویست و شصت و هفتمین سیارک کشف شده‌است که در ۲ سپتامبر ۱۹۷۸ کشف شد.
قدر مطلق سیارک برابر ۱۴٫۲۰ است.